# Guido Gozzano
Guido Gustavo Gozzano (n. 19 decembrie 1883, Torino, Italia – d. 9 august 1916, Torino, Italia) a fost un scriitor italian.
Reprezentant al mișcării decadente Poezia crepusculară, lirica sa melacolică și muzicală este în mod deliberat opusă prețiozității estetizante.

## Scrieri

### Poezie
- 1907: Calea refugiului ("La via del rifugio")
- 1911: Colocvii ("Colloqui")
- 1908: Toate poeziile ("Tutte le poesie").

### Proză
- 1914: Cele trei talismane ("I tre talismani")
- 1917: Spre leagănul lumii ("Verso la cuna del mondo")
- 1918: Prințesa se mărită ("La principessa si sposa")
- 1918: Altarul trecutului ("L'altare del passato")
- 1924: Primăveri romantice ("Primavere romantiche").

### Corespondență
- 1951: Scrisorile de dragoste ale lui Guido Gozzano și Amalia Guglielminetti ("Lettere d'amore di Guido Gozzano e Amalia Guglielminetti")
- 1971: Scrisori către Carlo Vallini și altele inedite ("Lettere a Carlo Vallini con altri inediti").